# Lei de Exclusão Chinesa

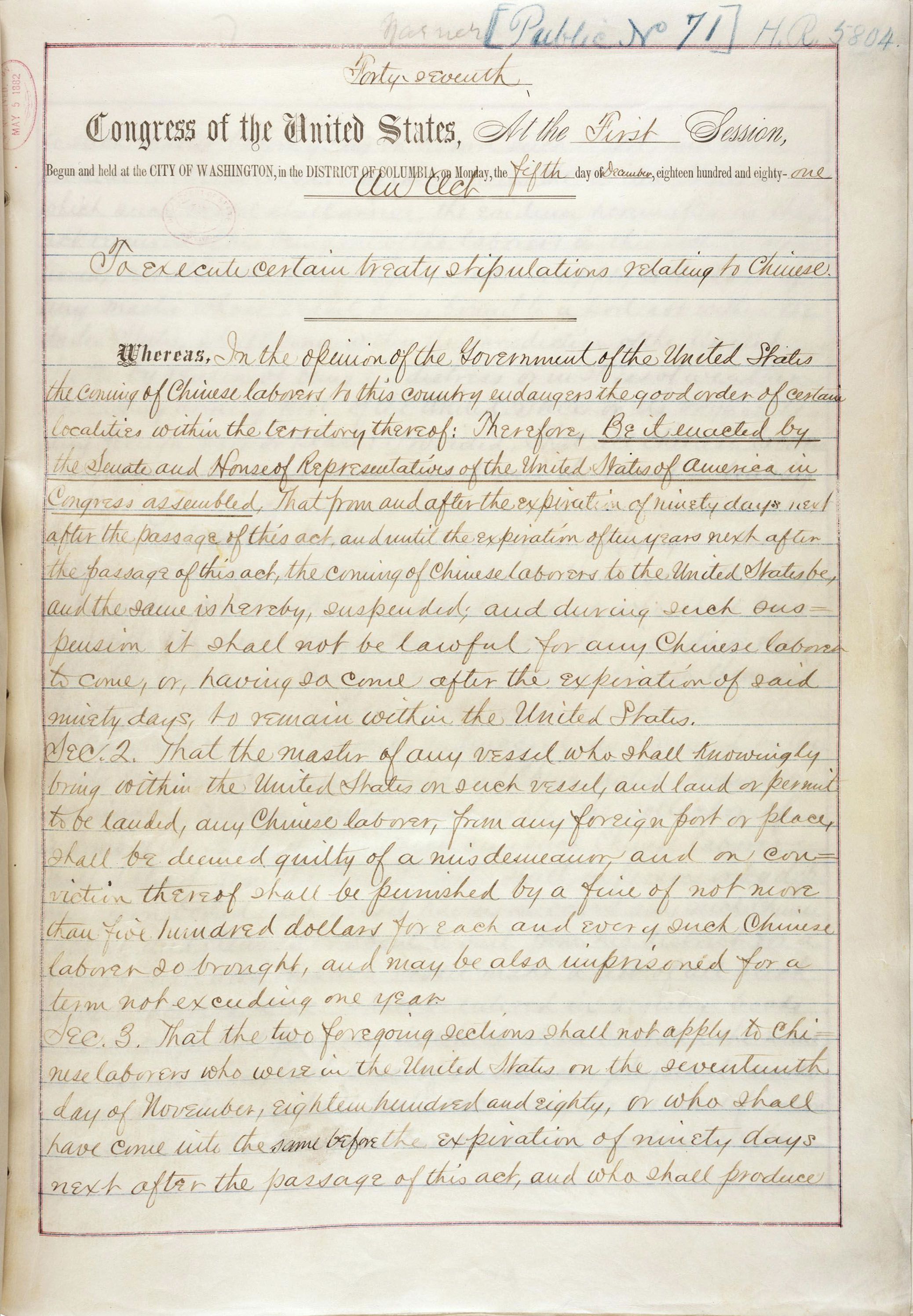
Primeira página da Lei de Exclusão Chinesa de 1882

A Lei de Exclusão Chinesa (Inglês: Chinese Exclusion Act) foi uma medida federal dos Estados Unidos assinada pelo Presidente Chester A. Arthur em 6 de maio de 1882 que proibiu a imigração de trabalhadores chineses por 10 anos. A lei abriu exceções para comerciantes, professores, estudantes, viajantes e diplomatas. Foi a primeira grande medida americana implementada para impedir que membros de uma nacionalidade específica imigrassem para os Estados Unidos e ajudou a moldar a política de imigração baseada em raça do século XX.
A aprovação da lei foi precedida por um sentimento crescente contra os chineses e pela violência contra eles. O documento sucedeu o Tratado Angell de 1880, que reunia revisões do Tratado de Burlingame entre Estados Unidos e China de 1868 e permitia que os Estados Unidos suspendessem a imigração chinesa. A medida foi planejada para durar 10 anos, mas foi renovada em 1892 e se tornou permanente em 1902. Em 1898, a Suprema Corte decidiu, no caso de Wong Kim Ark, que a lei não impedia que filhos de imigrantes chineses nascidos nos Estados Unidos adquirissem a cidadania por direito de nascimento.
A lei permaneceu em vigor até a aprovação da Lei Magnunson em 1943, que revogou a exclusão e permitiu que 105 imigrantes chineses entrassem nos Estados Unidos a cada ano. O movimento migratório aumentou após a sanção das Leis de Imigração e Nacionalidade de 1952 e de 1965, que aboliram as barreiras raciais diretas e a fórmula de origens nacionais, respectivamente.

## Histórico

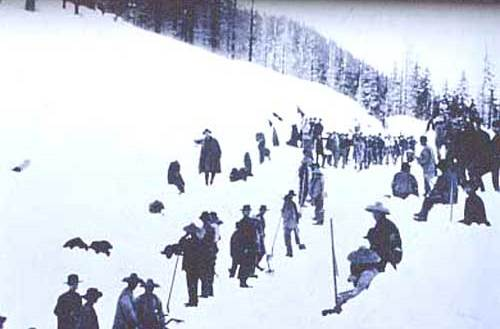
Trabalhadores imigrantes chineses construindo a primeira ferrovia transcontinental.

No século XIX, duas guerras anglo-chinesas deixaram os chineses endividados. Além disso, secas e enchentes levaram muitos agricultores desempregados a procurar oportunidades nas Américas. A primeira imigração chinesa considerável começou em 1848, com a corrida do ouro na Califórnia, e continuou durante grandes construções, como a obra da primeira ferrovia transcontinental. No início da corrida do ouro, quando o material na superfície era abundante, os chineses eram tolerados pelos brancos. No entanto, à medida que o produto se tornava escasso e a concorrência aumentava, o atrito entre estrangeiros e americanos começou a aumentar.
Depois de serem expulsos da mineração por legisladores estaduais e outros mineiros, os chineses imigrantes começaram a ocupar trabalhos de baixa remuneração e se estabelecer em aglomerados nas cidades, principalmente em São Francisco. Na década de 1870, com a economia em declínio após a Guerra Civil, a intolerância contra os chineses foi politizada pelo líder trabalhista Denis Kearney e por John Bigler, governador da Califórnia; ambos culpavam os coolies pelos baixos salários. Além das pressões econômicas, as produções culturais dos Estados Unidos promoviam visões racistas dos chineses. A opinião públicas e as leis da Califórnia começaram a difamar os trabalhadores e imigrantes chineses, restringindo seu trabalho, comportamento e condição de vida. Embora muitas iniciativas legislativas tenham sido anuladas pela Suprema Corte, algumas lei contra os chineses foram aprovadas no estado da Califórnia.
No início da década de 1850, houve resistência à ideia de excluir os trabalhadores chineses, já que eles forneciam uma receita tributária indispensável. O Imperador Xianfeng, que governava a China na época, apoiou a exclusão pois estava preocupado com a perda de mão de obra para a China. Em 1858, o Legislativo da Califórnia aprovou uma lei que tornava ilegal a entrada de qualquer pessoa das raças chinesas ou mongol no estado; essa medida foi derrubada pela Suprema Corte em 1862. Os trabalhadores chineses forneciam mão de obra barata e não usavam escolas, hospitais e outros serviços públicos.

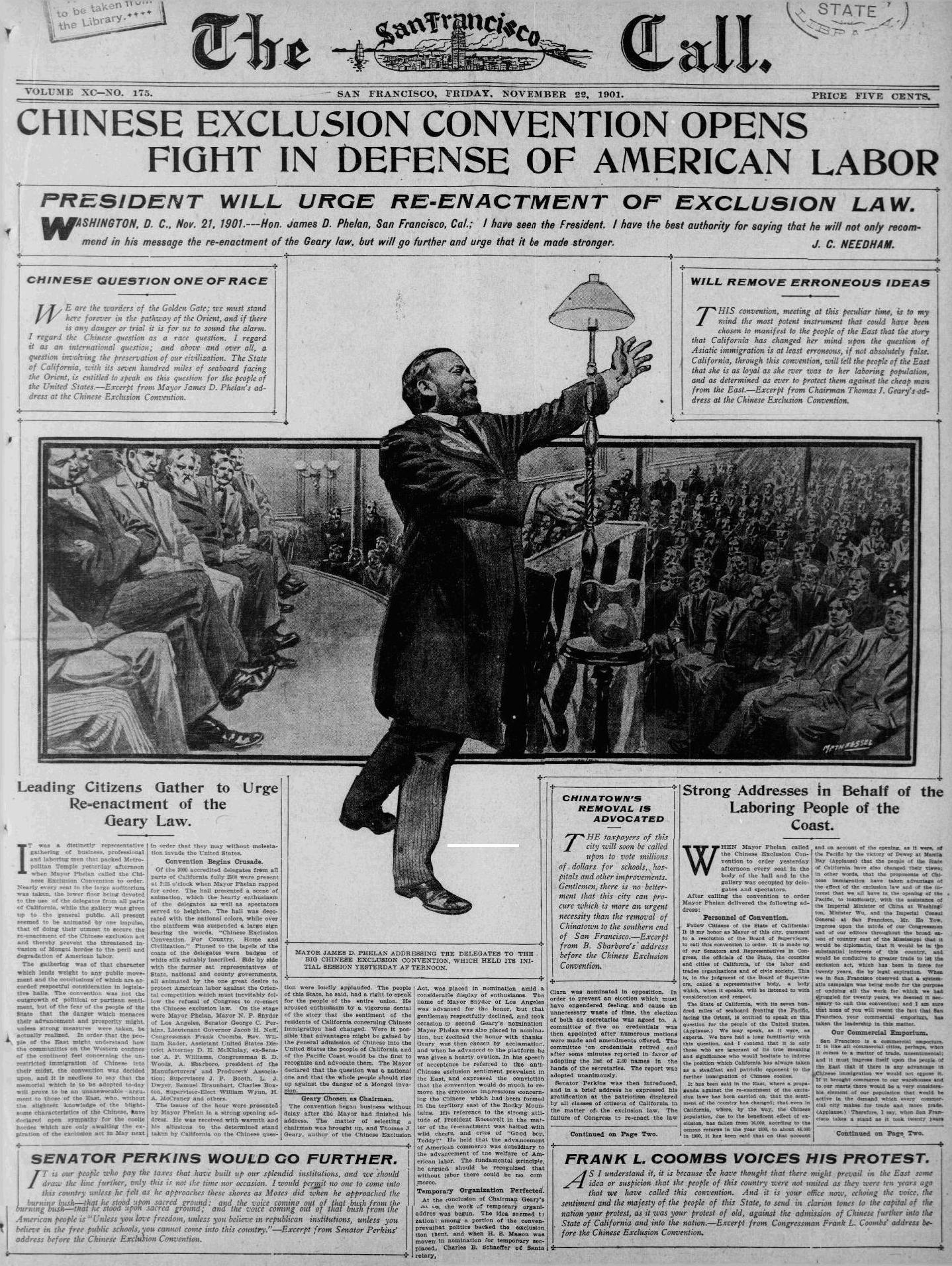
Primeira página do The San Francisco Call de 20 de novembro de 1901 discutindo a Convenção de Exclusão dos Chineses.

Em janeiro de 1868, o Senado ratificou o Tratado de Burlingame com a China, que permitiu o fluxo irrestrito de chineses para os Estados Unidos. Nos anos seguintes, o número de imigrantes chineses aumentou e a violência contra eles eclodiu na cidade de Los Angeles. A greve de North Adams de 1870, interrompida pela substituição de todos os trabalhadores por 75 chineses, foi o estopim que desencadeou um protesto generalizado da classe trabalhadora em todo o país, moldou o debate legislativo no Congresso e ajudou a transformar a imigração chinesa em uma questão nacional permanente. Leland Stanford, fundador da Central Pacific Railroad e da Universidade Stanford, disse ao Congresso que a maioria dos trabalhadores das ferrovias era chinesa e que seria impossível concluir a expansão para o oeste sem eles. Em 1875, a Lei Page proibiu a entrada de mulheres chinesas para evitar o estabelecimento de famílias, mas manteve a permissão de homens e sua mão de obra.
A situação política de 1876 foi fundamental para a transformação da imigração chinesa em questão nacional. Até então, os legisladores californianos haviam tentado restringir a imigração chinesa através de decretos, com foco nas empresas, nos locais de moradia e nos navios que traziam os imigrantes. Contudo, as medidas foram consideradas anticonstitucionais por violar o Tratado de Burlingame, a Décima Quarta Emenda e a Lei de Direitos Civis de 1866. Ao disseminar o sentimento contra a imigração chinesa, os legisladores californianos poderiam influenciar os partidos políticos a adotar uma retórica contra o movimento.
No dia 5 de abril de 1876, uma manifestação antichinesa aconteceu em São Francisco com a presença de 20 000 pessoas. No dia 3 de abril, o Senado do Estado da Califórnia autorizou uma investigação sobre os efeitos da imigração chinesa na cultura e economia do estado; os resultados deviam ser enviados aos principais jornais dos Estados Unidos e para cada membro do Congresso. Além dessas medidas, o Conselho de Supervisores de São Francisco enviou uma delegação a cidades do leste para expressar o sentimento contrário aos chineses às multidões. Philip Roach e Frank Pixley, membros da delegação, falaram sobre a ameaça econômica que a mão de obra chinesa representava e sobre a incompatibilidade racial e inferioridade deles. Esses esforços culminaram no apoio às políticas anti-chinesas por ambos os partidos políticos.

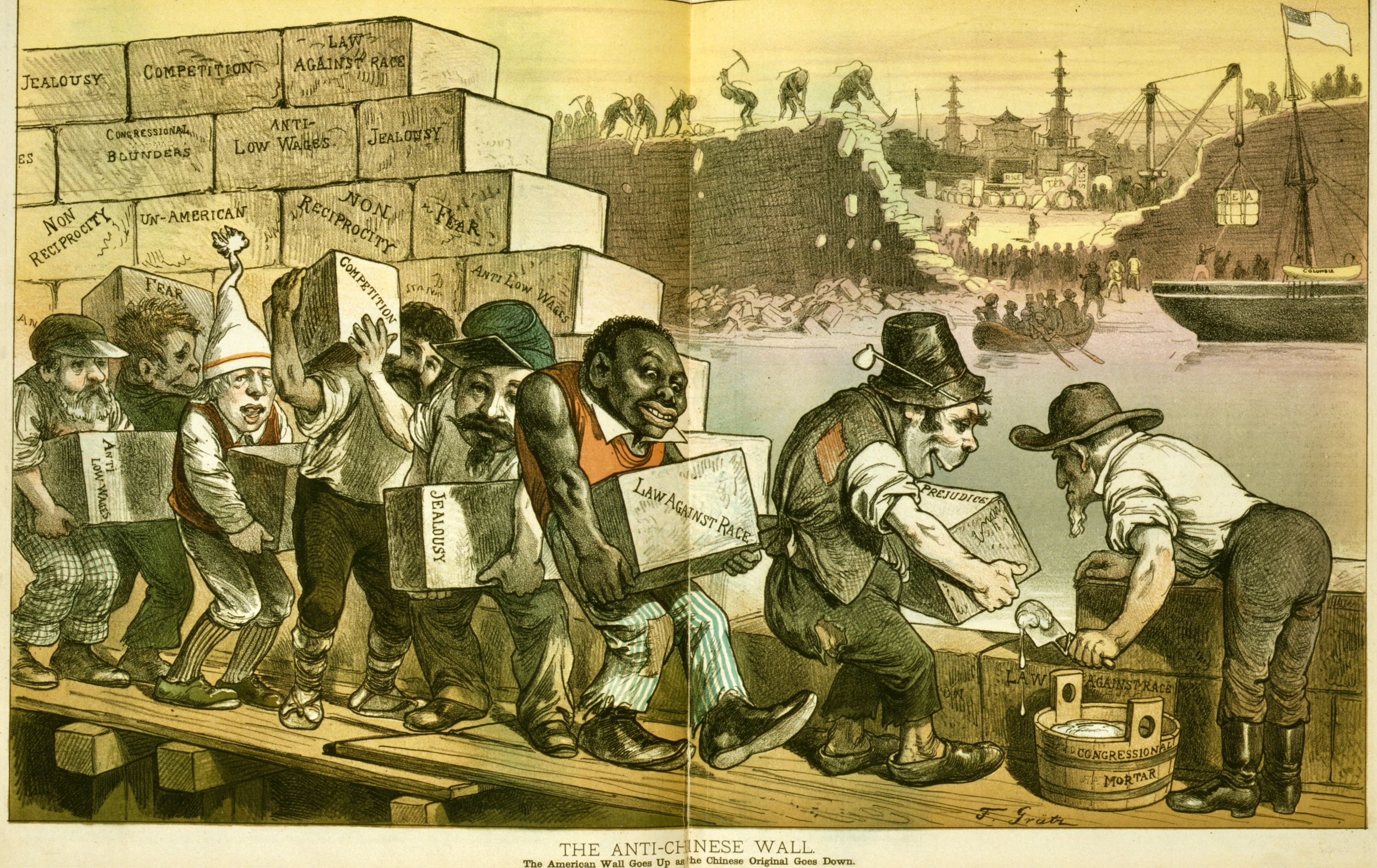
Desenho animado contra a Muralha da China.

Depois que a economia entrou em crise em 1873, os imigrantes chineses foram acusados de reduzir os salários dos trabalhadores americanos. Os chineses chegaram a representar 25% de todos os trabalhadores assalariados da Califórnia. Em 1878, o Congresso tentou proibir a imigração, mas a legislação foi vetada pelo Presidente Rutherford B. Hayes. Em 1879, a Califórnia adotou uma nova constituição que autorizava o governo estadual a determinar quais indivíduos poderiam residir no local e proibia os chineses de trabalhar em corporações e repartições públicas.
Três anos depois, após a China concordar com as revisões do tratado, o Congresso tentou novamente excluir os trabalhadores chineses da classe operária quando o Senador John F. Miller apresentou uma Lei de Exclusão Chinesa que bloqueava a entrada de chineses por um período de 20 anos. O projeto foi aprovado, mas foi vetado pelo Presidente Chester A. Arthur, que conclui que a proibição era uma violação do tratado renegociado de 1880. O Congresso não conseguiu anular o veto, mas aprovou um novo projeto de lei reduzindo a proibição da imigração para dez anos. Embora ainda se opusesse à negação da entrada de trabalhadores chineses, Arthur concordou com a medida e sancionou a Lei de Exclusão Chinesa em 6 de maio de 1882. Embora a aversão aos chineses tenha permanecido após a lei, os empresários resistiram à sua exclusão devido a mão de obra barata. Quando a lei expirou em 1892, o Congresso a prorrogou por mais 10 anos através da Lei Geary. A prorrogação se tornou permanente em 1901, o que fez com que os sino americanos fossem obrigados a obter um certificado de residência do governo dos Estados Unidos para evitar serem deportados.

## Conteúdo

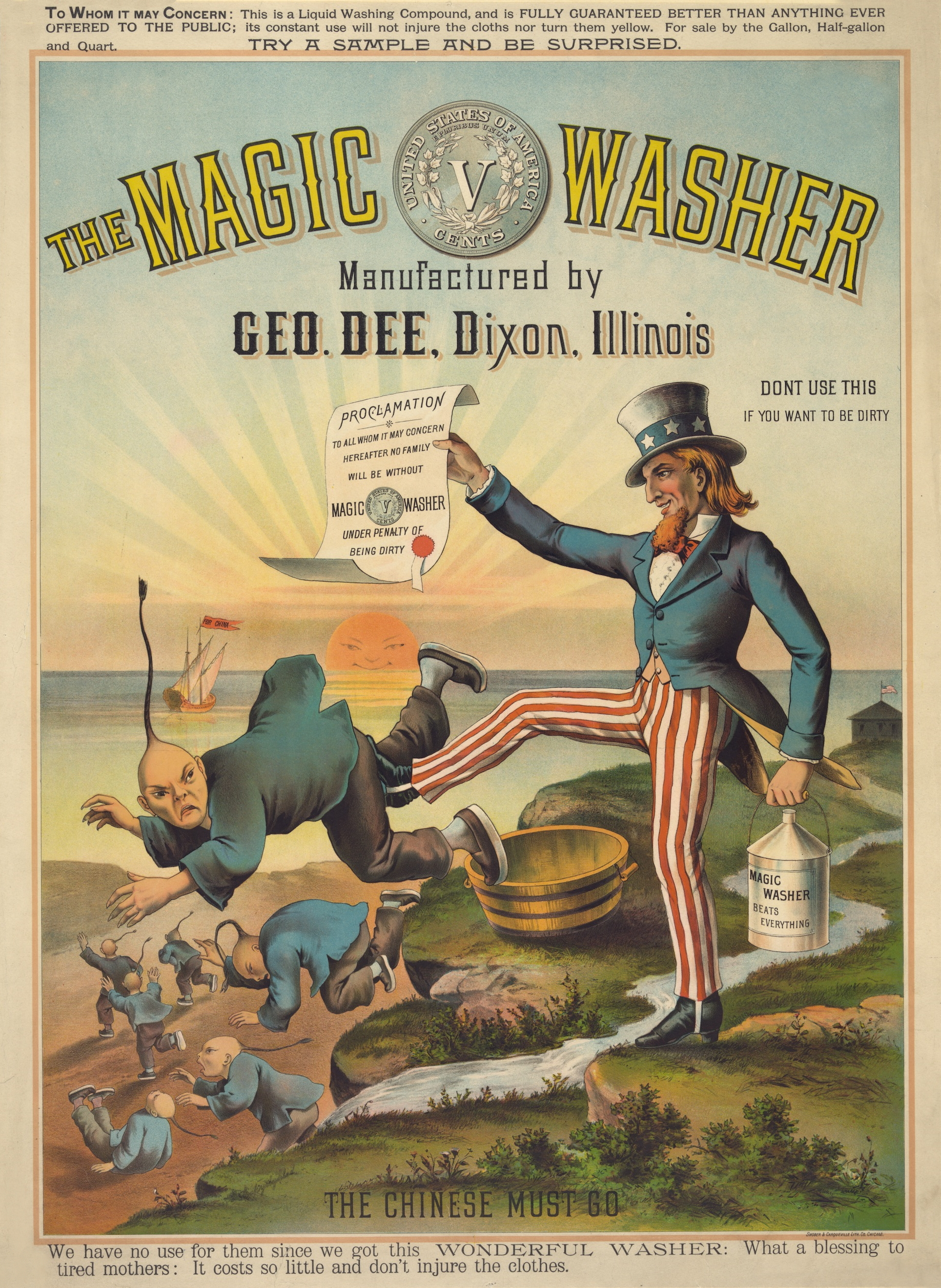
O Tio Sam expulsa o chinês, referindo-se à Lei de Exclusão Chinesa de 1882.

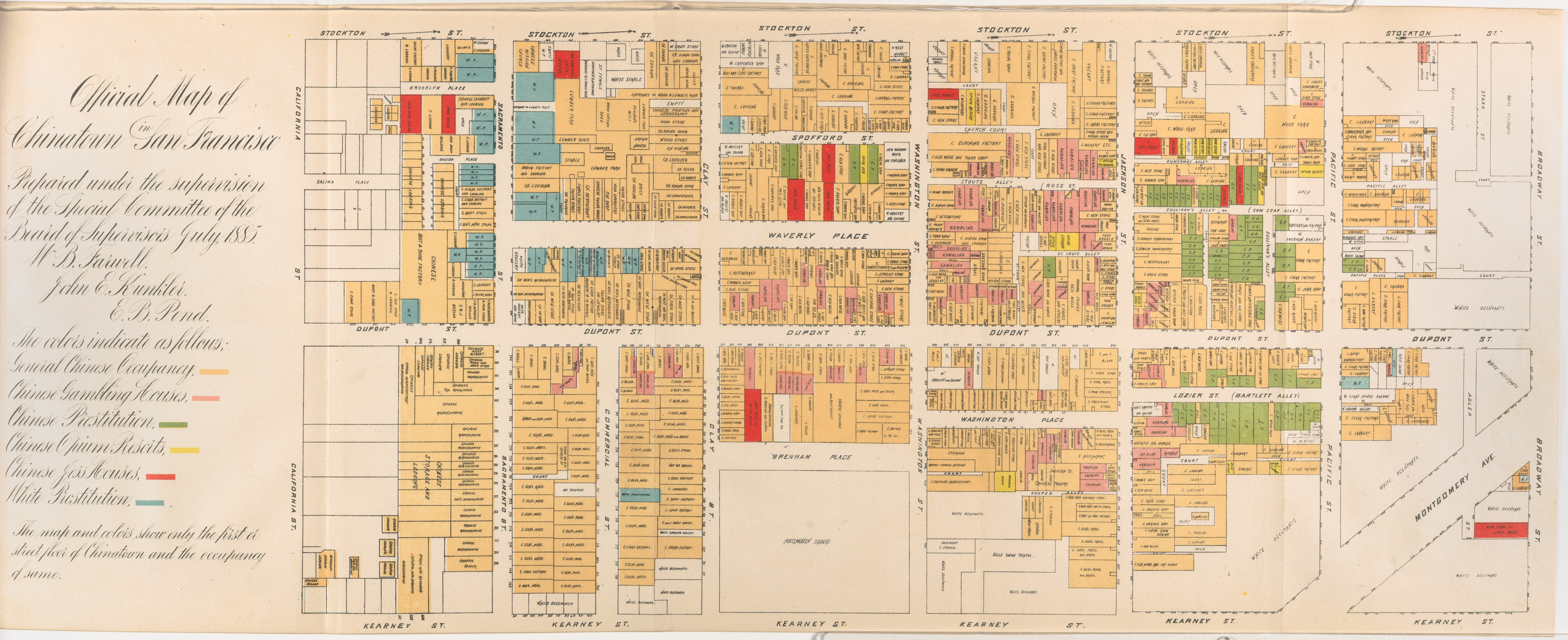
O Mapa oficial de Chinatown 1885 foi publicado como parte de um relatório oficial de um Comitê Especial estabelecido pelo Conselho de Supervisores de São Francisco sobre a condição do bairro chinês.

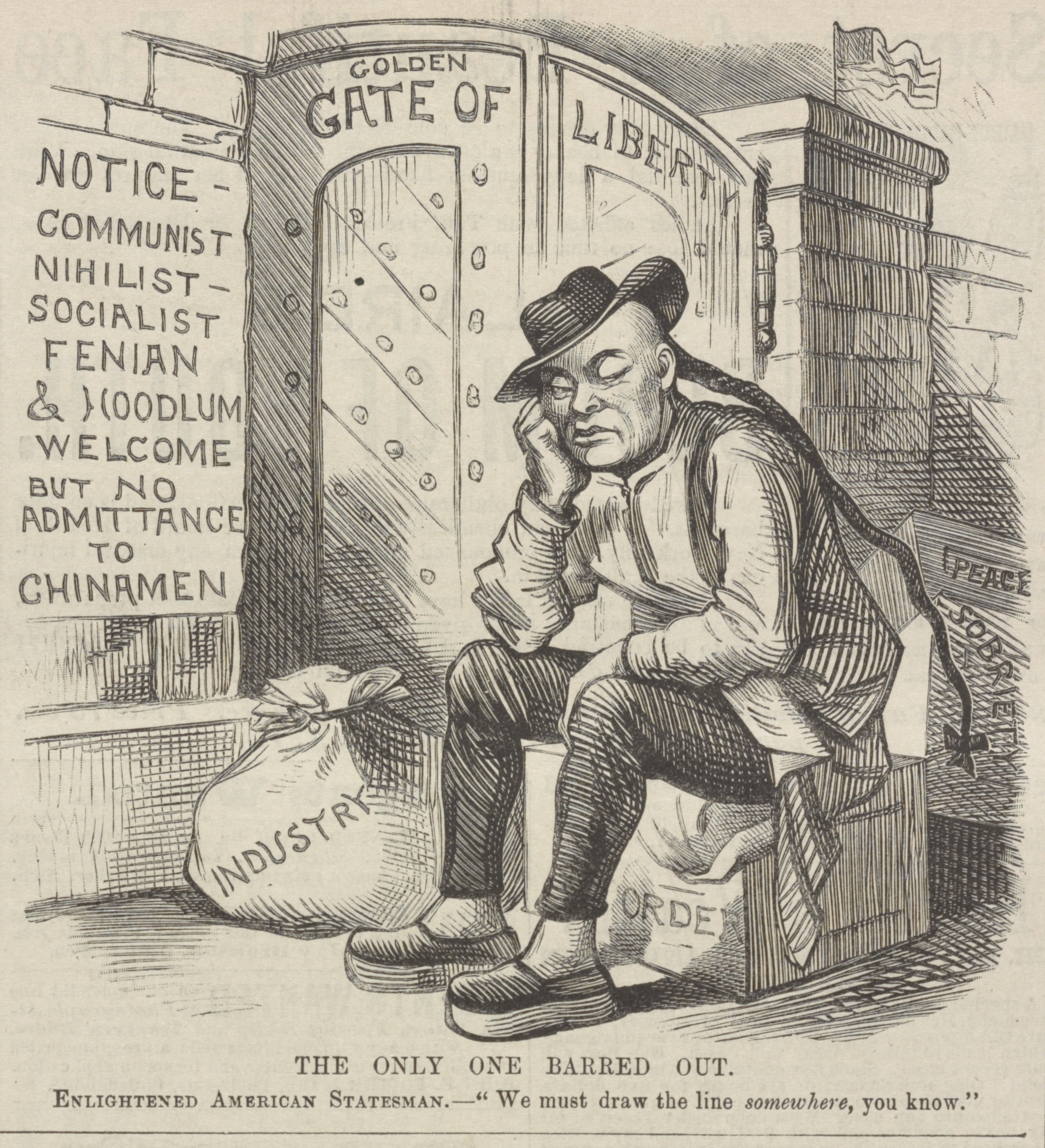
Uma caricatura política de 1882 que mostra um chinês sendo impedido de entrar no "Golden Gate of Liberty" ("Portão Dourado da Liberdade"). A legenda diz: "Devemos traçar a linha em algum lugar, você sabe".

A Lei de Exclusão Chinesa foi a primeira medida que visava uma raça ou nacionalidade específica. Ela excluiu os trabalhadores chineses de entrar nos Estados Unidos por 10 anos sob pena de prisão e deportação. Em 1875, a Lei Page havia proibido a imigração de trabalhadores braçais asiáticos e profissionais do sexo. Em 1790, a Lei de Naturalização proibia a naturalização de pessoas não brancas. A medida exigia que os não trabalhadores que buscavam entrar no país obtivessem um certificado do governo chinês de que estavam qualificados para emigrar. No entanto, o grupo enfrentava dificuldades para provar que não era trabalhador, uma vez que a lei definiu os excluídos como "trabalhadores qualificados e não qualificados e chineses empregados na mineração". Funcionários diplomáticos e oficiais, junto com seus empregados domésticos, tinham permissão de entrar nos Estados Unidos, desde que tivessem o certificado adequado.
A Lei de Exclusão Chinesa também afetou os chineses que já haviam se estabelecido nos Estados Unidos, uma vez que todos que deixassem o país precisavam obter certificados de reentrada. Após a aprovação da medida, os homens chineses nos Estados Unidos tinham pouca chance de se reunir novamente com suas esposas ou de constituir famílias. Em 1884, as emendas feitas tornaram mais rígidas as disposições que permitiam que os imigrantes saíssem e retornassem, e esclareceram que a lei se aplicava aos chineses étnicos, independentemente de seu país de origem. A Lei Scott de 1888 ampliou a lei de Exclusão Chinesa proibindo a reentrada nos Estados Unidos após a saída. Professores, estudantes, funcionários do governo, turistas e comerciantes estavam isentos.
A constitucionalidade da Lei de Exclusão Chinesa e da Lei Scott foi confirmada pela Suprema Corte em 1889, durante o caso de Chae Chan Ping, que declarou que "o poder de exclusão de estrangeiros é um incidente de soberania pertencente ao governo dos Estados Unidos como parte dos poderes soberanos delegados pela constituição". Em 1892, a medida foi renovada pela Lei Geary. Em 1902, ao se tornar permanente, ela passou a exigir um certificado de residência de chinês sob pena de ser deportado. Entre 1882 e 1905, cerca de 10 000 chineses recorreram contra as decisões negativas de imigração ao tribunal federal. Na maioria dos casos, os tribunais decidiram a favor do peticionário. Exceto em caso de parcialidade ou negligência, essas petições foram barradas por uma lei aprovada pelo Congresso em 1894. Em 1905, no caso contra Ju Toy, a Suprema Corte reafirmou que os inspetores portuários e o Secretário de Comércio tinham a autoridade final sobre quem poderia ser admitido. A petição de Ju Toy foi barrada, apesar do tribunal distrital ter considerado que ele era um cidadão americano. Como resposta às proibições, a China aplicou um boicote contra os produtos americanos entre 1904 e 1906.
Um dos críticos da Lei da Exclusão Chinesa foi George Frisbie Hoar, senador republicanos anti-imperialista que descreveu a lei como "nada menos que a legalização da discriminação racial". A maior parte das pessoas e dos sindicatos apoiaram a medida porque acreditavam que os industriais usavam os trabalhadores chineses como uma barreira para manter os salários baixos. Entre as organizações trabalhistas e de esquerda, os Industrial Workers of The World foram a única exceção, se opondo abertamente à lei desde 1905. As preocupações raciais que justificaram a medida foram baseadas nas suposições de caráter dos imigrantes, uma vez que a maioria vivia em áreas de maior criminalidade.
A imigração limitada da China continuou até a revogação da lei em 1943. Entre 1910 e 1940, a Angel Island Immigration Station serviu como centro de processamento para os imigrantes chineses. A população chinesa dos Estados Unidos diminui de 105 000 em 1880, para 89 000 em 1960 e 61 000 em 1920. Na década de 1900, o Escritório do Superintendente de Imigração foi criado pelo Departamento do Tesouro e recebeu a responsabilidade de implementar as regulamentações federais exigidas pelas leis. Atualmente, a organização é conhecida como Serviço de Imigração e Naturalização (INS). A medida isentava os comerciantes, e os proprietários de restaurantes podiam solicitar vistos específicos a partir de 1915, o que ocasionou uma proliferação de restaurantes chineses nas décadas de 1910 e 1920.
Em 1924, a nova Lei de Imigração restringiu ainda mais o processo, excluindo todas as classes de imigrantes chineses e estendendo as restrições a outros grupos asiáticos. Até meados do século XX, os imigrantes chineses foram obrigados a viver separados de suas famílias e construir comunidades nas quais pudessem sobreviver por conta própria. A nova medida proibiu totalmente a imigração do leste asiático, atingindo os japoneses. Em 1891, o governo chinês se recusou a aceitar o Senador Henry W. Blair como ministro dos Estados Unidos na China devido aos seus comentários abusivos sobre a China durante as negociações da Lei de Exclusão Chinesa.

## Pós sanção

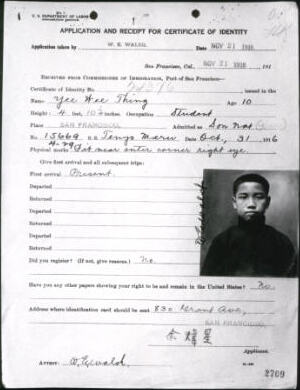
Certificado de identidade emitido para Yee Wee Thing, atestando que ele é filho de um cidadão americano, emitido em 21 de novembro de 1916. O documento foi necessário para sua imigração da China para os Estados Unidos.

Após a aprovação da Lei de Exclusão Chinesa, surgiu um período conhecido como a era da "expulsão". Nesse período, os americanos compeliram fisicamente as comunidades chinesas a migrarem para outras áreas. A violência praticada envolveu o massacre de Rock Springs, em 1885, e o massacre de Hells Canyon, em 1887.

### Massacre de Rock Springs em 1885
Em 1885, os mineiros brancos de Rock Springs, no condado de Sweetwater, roubaram, atacaram e esfaquearam chineses residentes do local. Muitos tentaram fugir, mas foram queimados vivos em suas casas. Ao final do evento, 28 chineses haviam sido mortos. Em uma tentativa de apaziguar a situação, o governo enviou tropas federais para proteger os chineses. Ao final, ninguém foi preso ou responsabilizado pelos atos; foram pagas apenas indenizações por propriedades destruídas.

### Massacre de Hells Canyon em 1887
Em 1887, 34 mineiros chineses foram mortos no Hells Canyon, no estado do Oregon. Eles eram empregados da Sam Yup, uma das seis maiores empresas chinesas da época, presente na área desde 1886. Por falta de investigações oficiais, os detalhes do fato não foram esclarecidos. Contudo, especula-se que os chineses tenham sido mortos por ferimentos de bala durante um assalto cometido por uma gangue de sete ladrões de cavalos armados.

#### Consequências
Após o incidente, a empresa Sam Yup, sediada em São Francisco, contratou Lee Loi e Joseph K. Vincent, comissário dos Estados Unidos, para conduzir uma investigação privada. Vicent apresentou um relatório ao consulado chinês, que tentou obter justiça para os mineiros, mas não obteve sucesso. Na mesmo época, outros relatórios de indenização por crimes anteriores infligidos aos chineses também foram apresentados, mas também não obtiveram êxito. Em outubro de 1888, o Congresso concordou em pagar uma indenização pelo massacre, mas ignorou os pedidos relacionados a crimes anteriores.

#### Aspectos da lei
A Lei da Exclusão Chinesa criou medo nas comunidades chinesas por conta das operações de imigração, onde chineses eram interrogados, detidos e agredidos física e verbalmente. A medida estabeleceu "ideologias de controle", uma vez que fez uso de legislação para restringir, excluir e deportar aqueles que eram "indesejáveis". Para contornar a lei, os chineses criaram soluções alternativas; as mulheres viajavam para o Canadá para solicitar uma certidão de casamento e se reunir com suas famílias, enquanto homens e mulheres atravessavam a fronteira com a intenção de serem presos, ir ao tribunal e alegar que haviam nascidos nos Estados Unidos.

## Impactos da lei

### Acontecimentos internacionais
Durante as alterações do Tratado de Burlingame, os Estados Unidos se aproveitaram da posição enfraquecida da China no cenário internacional. Na época, a China lidava com a França estabelecendo um protetorado sobre o Vietnã, que foi um país tributário da China. Além disso, enfrentava uma disputa com o Japão pelas Ilhas Senkaku. Em 1879, o Vice-Presidente Ulysses S. Grant visitou a Vice-Rei Li Hongzhang, que disse que se os Estados Unidos ajudassem o pais a pressionar os japoneses a saírem das Ilhas Senkaku, ele faria uma concessão na questão da imigração chinesa. Em 1880, foi estabelecido o Tratado de Angell, que reduziu ainda mais os direitos e interesses dos imigrantes chineses. A medida permitiu a proibição total dos imigrantes chineses.

### Relações entre os Estados Unidos e a China
Antes da aprovação da Lei de Exclusão Chinesa em 1882, as relações entre China e Estados Unidos eram positivas, especialmente por conta do Tratado de Burlingame, que incluía o direito dos chineses à livre imigração e viagem dentro dos Estados Unidos e à proteção em território americano. Além disso, o acordo concedeu aos dois países o acesso recíproco à educação e à escolaridade. Com o aumento das tensões internas nos Estados Unidos, o Presidente Hayes iniciou uma revisão do documento e a China concordou em limitar a imigração para o país. Contudo, quando as discussões acerca da Lei de Exclusão Chinesa começaram, a China se sentiu ofendida. Quando os Estados Unidos estenderam a lei para o Havaí e Filipinas, a sociedade chinesa fez objeções, pois viam os Estados Unidos como uma potência imperial e agressiva que prejudicava a China.

### Mulheres
A Lei de Exclusão Chinesa criou categorias exclusivas para impedir a entrada de mulheres chinesas. A principal forma de imigração era através do casamento com homens chineses ou americanos. Muitas mulheres foram forçadas a encontrar métodos alternativos de imigração para poderem se reunir com seus familiares; algumas se casavam novamente com seus parceiros no Canadá para serem aprovadas na imigração. As mulheres casadas tinham mais chances de imigrar se seus maridos fossem comerciantes. Mulheres solteiras dificilmente migravam, pois presumia-se que elas eram prostitutas.

### Educação nos Estados Unidos
O recrutamento de estudantes estrangeiros para universidades dos Estados Unidos foi um componente importante na expansão da influência americana. Os programas de educação internacional permitiam que os alunos aprendessem com os projetos fornecidos pelas universidades de elite e levassem suas novas habilidades para seus países de origem. Contudo, a Lei de Exclusão Chinesa obrigou os estudantes chineses a fornecer provas de que eles não estavam tentando burlar as regulamentações para entrar no país. As políticas dos Estados Unidos em relação com os chineses limitaram a capacidade americana de participar de iniciativas educacionais internacionais.

### Economia dos Estados Unidos
A Lei de Exclusão Chinesa afetou consideravelmente a economia dos Estados Unidos. A saída de muitos trabalhadores, qualificados ou não, levou a um declínio generalizado. Diversas minas e fábricas da Califórnia, estado onde residia a maioria dos imigrantes, fecharam. Além disso, o valor dos produtos agrícolas diminuiu devido à queda na demanda, uma vez que a população diminuiu. Em 1901, Joaquin Miller observou que, desde a partida dos chineses, o valor das propriedades nas cidades californianas havia estagnado.

### Outras legislações americanas
A Lei de Exclusão Chinesa foi a primeira medida a proibir a entrada de um imigrantes com base em raça e classe econômica. Além de se tornar um modelo para futuras restrições adicionais voltadas à outros grupos, ela marcou um momento onde a discriminação era "justificável". O conceito de tratar os chineses como uma ameaça aos valores e à classe trabalhadora americana e defender o país por meio da expulsão tornou-se a base da ideologia de controle de fronteiras dos Estados Unidos. A Lei de Imigração de 1924 estabeleceu cotas para todas as nacionalidades, com exceção do noroeste da Europa. o que foi percebida como uma continuação da discriminação por inferioridade racial.

## Revogação e status
Em 1943, a Lei de Exclusão Chinesa foi revogada pela Lei Magnuson, que marcou a união entre China e Estados Unidos contra o Japão na Segunda Guerra Mundial. A medida permitiu que os chineses que já residiam no país se tornassem cidadãos naturalizados e enviassem dinheiro para pessoas de ascendência chinesa que viviam na China continental, em Macau, Hong Kong, Taiwan e outros territórios, desde que não fosse vinculado a atividades criminosas. Apesar de permitir uma cota de 105 imigrantes chineses por ano, a Lei Magnuson não revogou as restrições à imigração de outros países asiáticos. Entre 1956 e 1965, a repressão aos imigrantes chineses se fortaleceu com o Programa de Confissão Chinesa lançado pelo Serviço de Imigração e Naturalização (INS), que incentivava os chineses que haviam cometido fraudes de imigração a confessar. A imigração chinesa em larga escala só ocorreu a partir de 1965, com a aprovação da Lei de Imigração e Nacionalidade.
Os primeiros imigrantes chineses que entraram nos Estados Unidos sob a Lei Magnuson eram estudantes universitários que escapavam do confronto na China durante a Segunda Guerra Mundial. Muitos estudantes chineses foram naturalizados à força, embora continuassem sofrendo preconceito e discriminação. Um dos estudantes mais prolíficos foi Tsou Tang, que se tornou o maior especialista em China e nas relações sino americanas durante a Guerra Fria. Embora a Lei de Exclusão Chinesa tenha sido revogada em 1943, a legislação da Califórnia que proibia os não brancos de se casarem com brancos só foi abolida em 1948, quando a Suprema Corte decidiu que restrições antimiscigenação era inconstitucional.
Em 18 de junho de 2012, a Câmara de Deputados dos Estados Unidos aprovou uma resolução que expressa formalmente o arrependimento do Parlamento em relação à Lei de Exclusão Chinesa. Em 2014, o Legislativo da Califórnia tomou medidas para aprovar iniciativas que reconheçam as contribuições dos sino americanos no estado e pedir ao Congresso que apresente desculpas formais pela implementação da Lei de Exclusão Chinesa. Os políticos Bob Huff e Kevin de Léon atuaram como autores de resoluções do Senado que reconhecem e celebram a história e as contribuições dos chineses na Califórnia.